# Musée historique de Sisian
Le musée historique de Sisian — également connu sous le nom de « musée Nicolas Adontz » — est un musée arménien situé à Sisian, au cœur du marz de Syunik. Il est rattaché au ministère de la Culture de la République d'Arménie.

## Histoire
Le bâtiment d'origine est érigé en 1937, puis complètement reconstruit en 1988. Le musée est fondé l'année suivante, mais tout d'abord en tant qu'annexe du Musée d'histoire de l'Arménie à Erevan. Il acquiert son autonomie en 1993 et présente en 1997 la première exposition de ses fonds propres.

## Qaradaran
Le jardin du musée abrite une collection lapidaire (pétroglyphes, sarcophages, khatchkars, animaux sculptés).

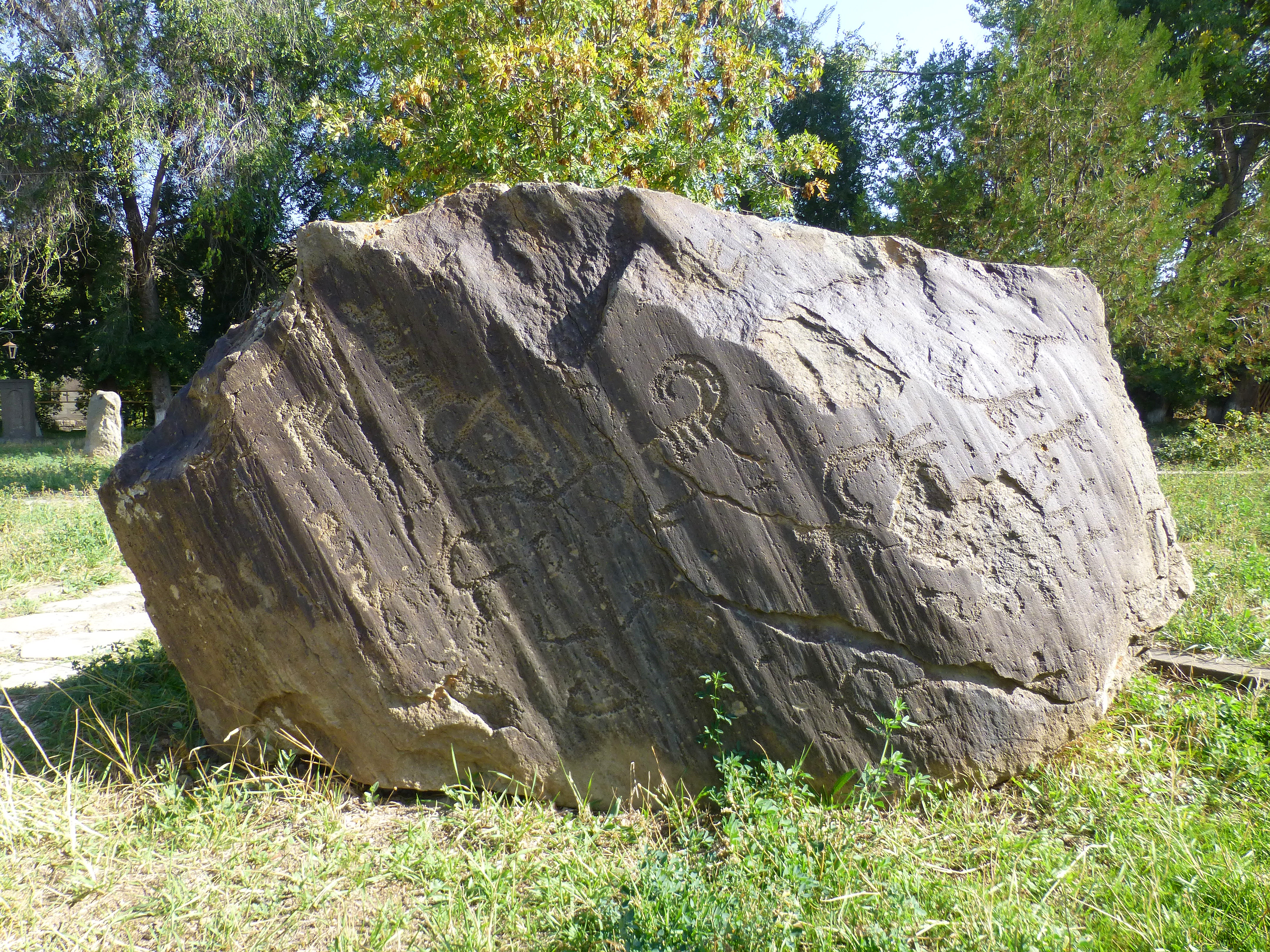
Pétroglyphes
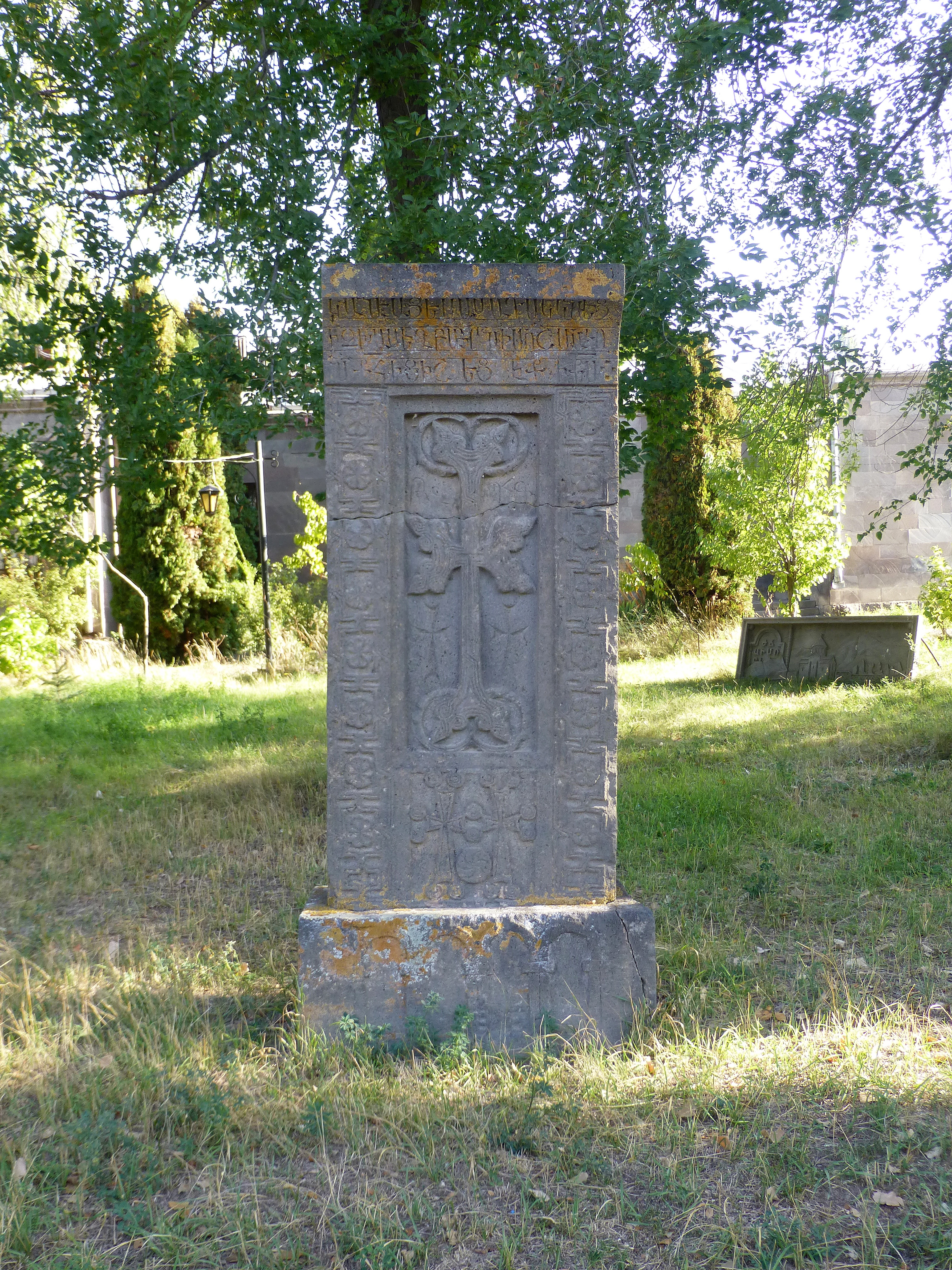
Khatchkar
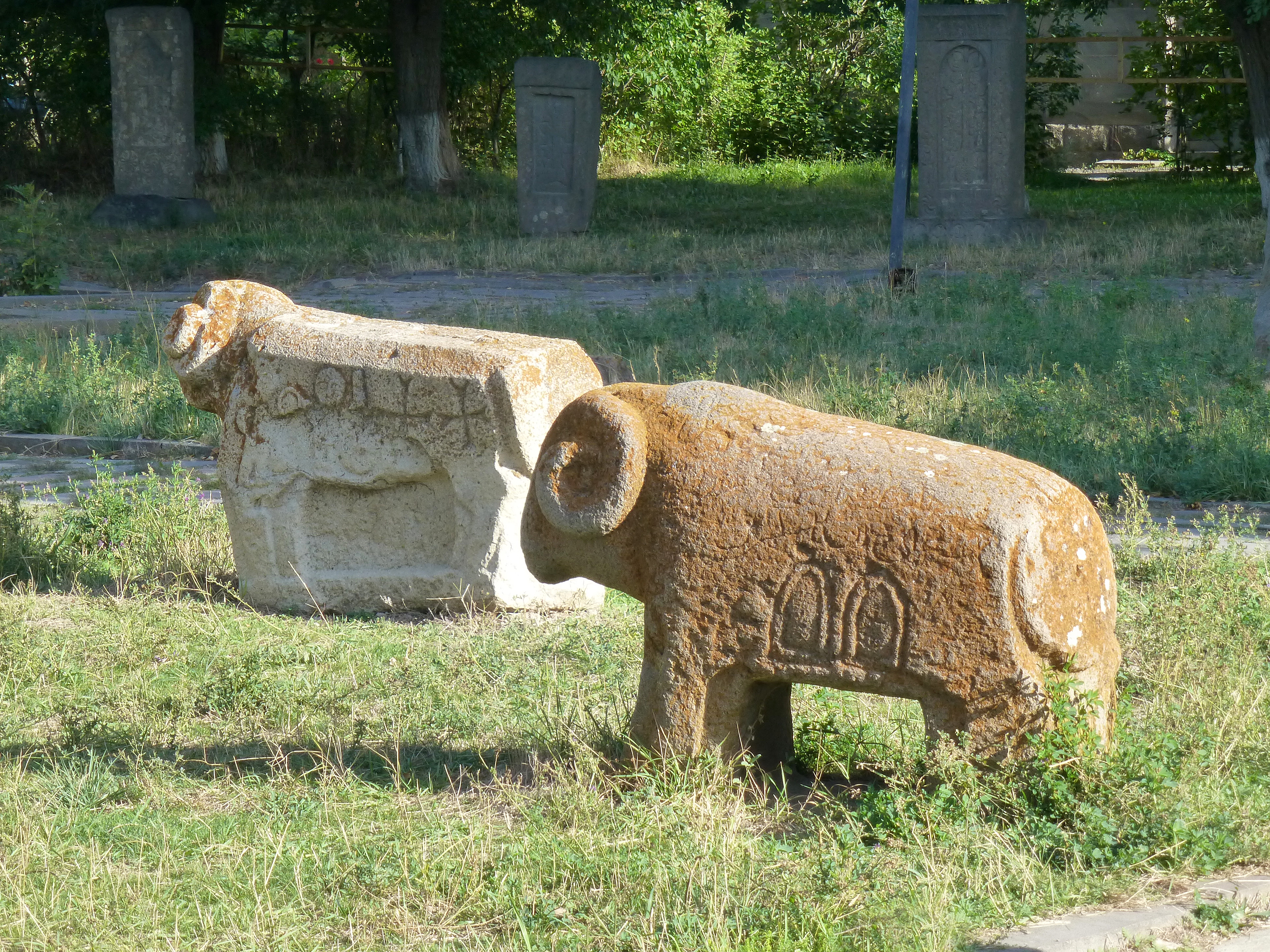
Béliers de pierre
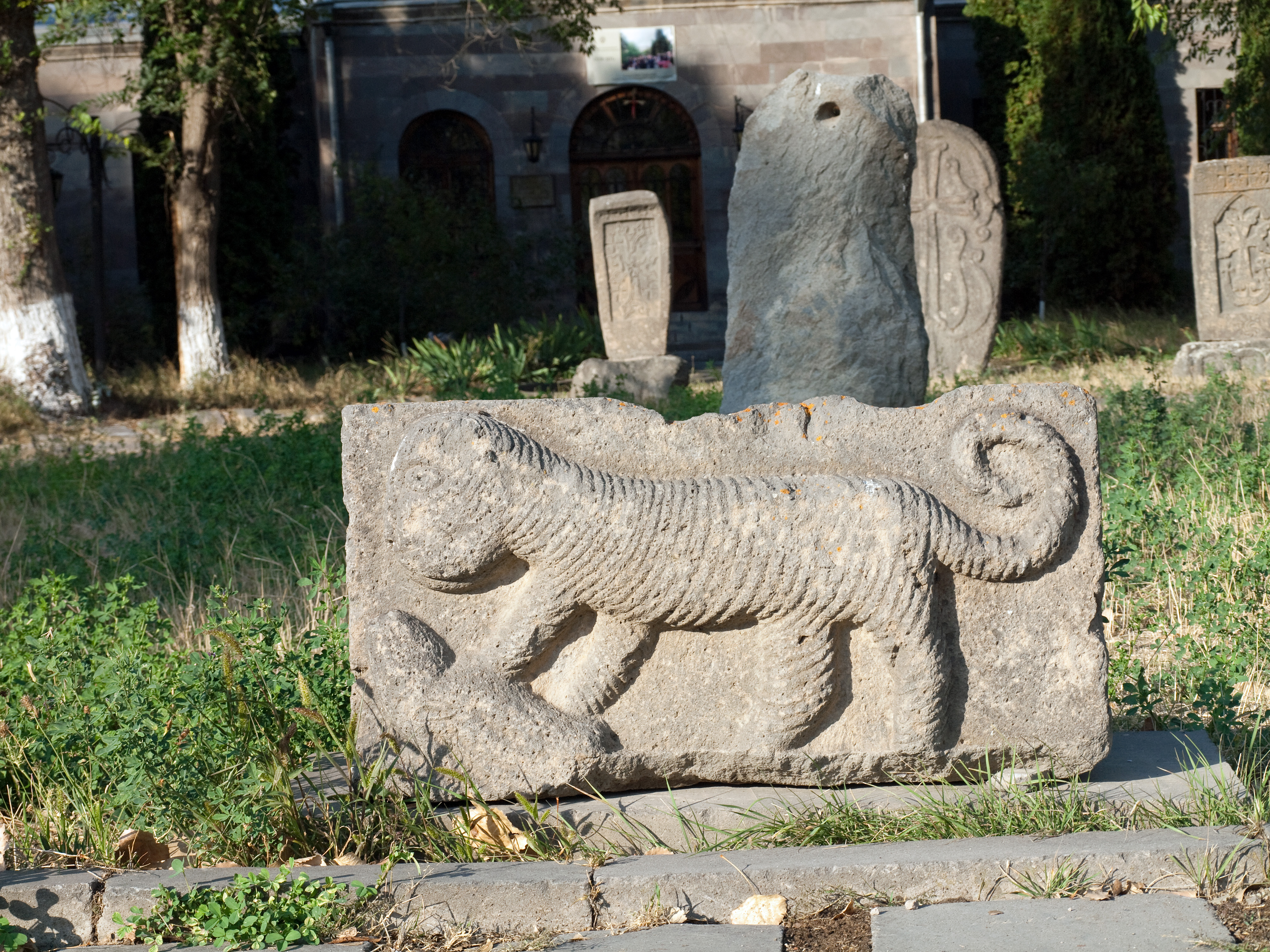
Tigre de pierre

## Collections
Les collections sont centrées principalement sur la région de Sisian : 
- Fonds archéologique[2], issu des fouilles menées au site mégalithique de Zorats Karer, dans les communautés rurales d'Aghitu et de Lor, ainsi qu'en différents lieux de la ville de Sisian,
- Fonds ethnographique[3], comprenant des tapis, des broderies, de l'artisanat local, ainsi que des photographies et divers documents.

## Événements et expositions
Plusieurs rendez-vous rythment l'année : les journées Adontz, en hommage à l'historien Nicolas Adontz qui a donné son nom au musée (première quinzaine d'avril), la Nuit des musées (seconde quinzaine de mai) et la Fête du pain (Bread Party), pendant la première quinzaine de septembre.

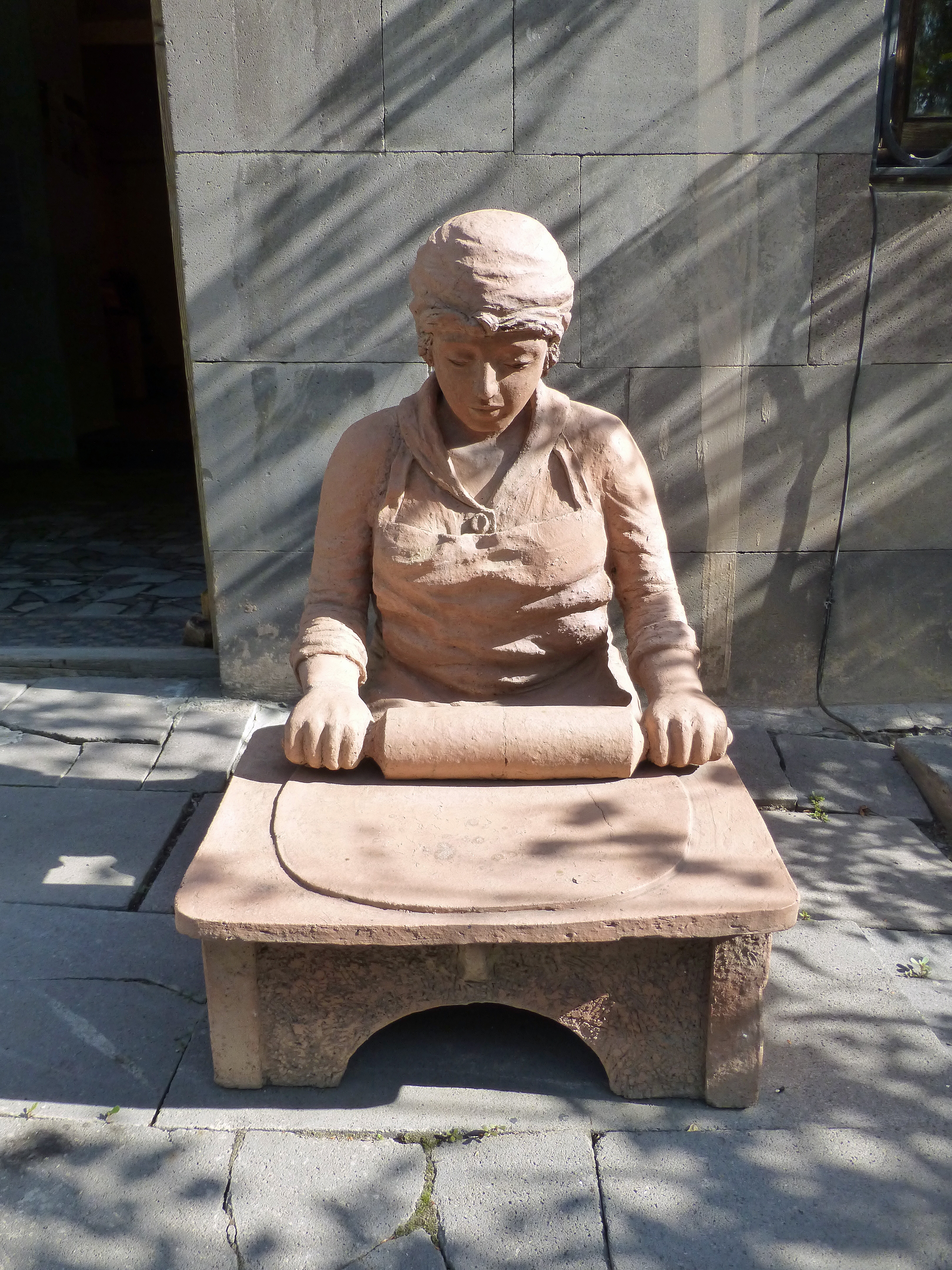
Fabrication du lavash (1)
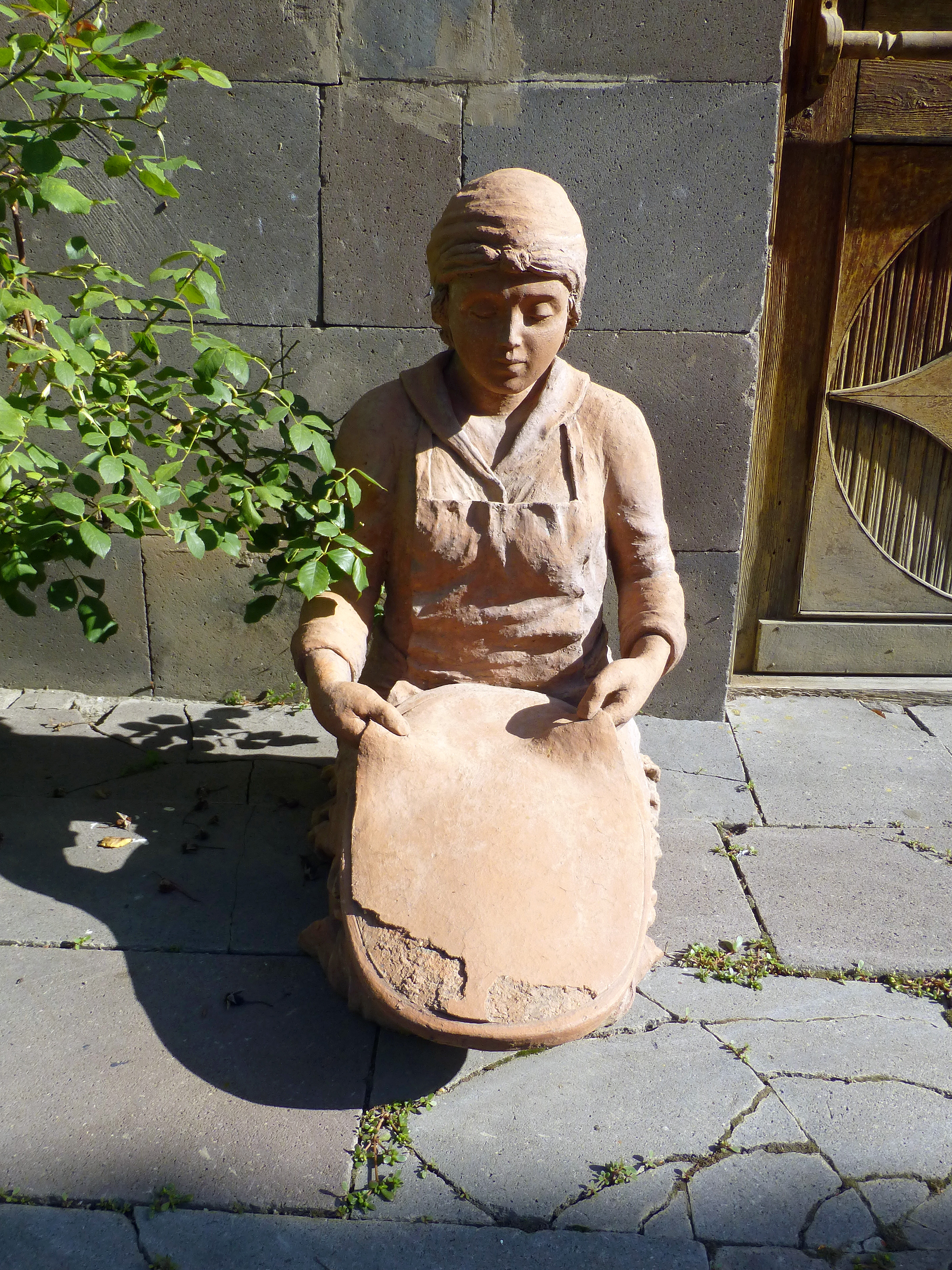
Fabrication du lavash (2)
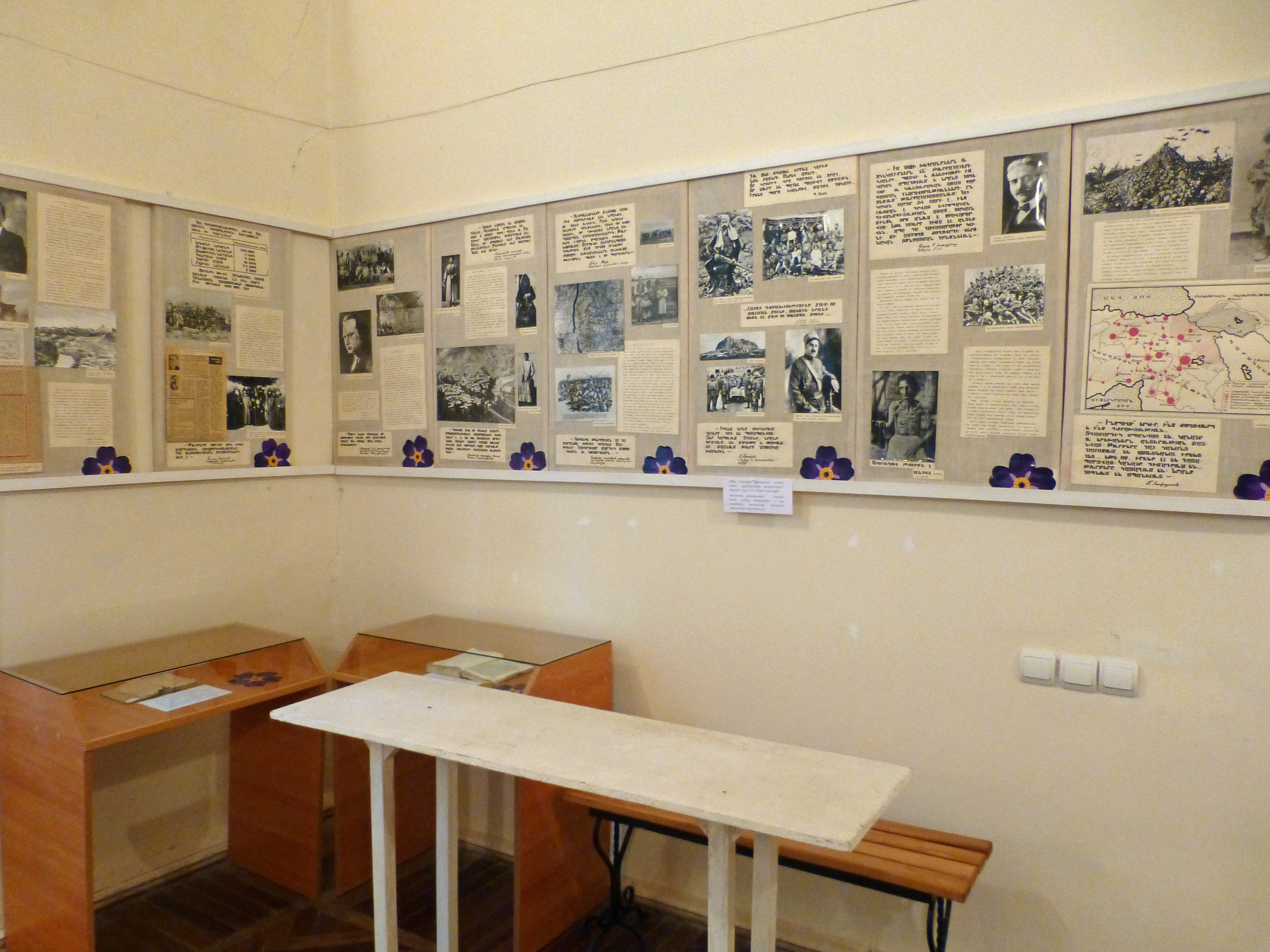
Exposition consacrée au génocide arménien en 2015

## Publications
Le musée édite différentes brochures en arménien et en anglais, telles que Qaradaran (Stone Repository) et Carpets and Needlework, publiées en 2010.